# 鈴木伸一 (植物学者)
鈴木伸一（すずき しんいち、1958年2月20日 - ）は、日本の植物学者。東京農業大学地域環境科学部地域創成科学科教授。博士（学術）。専門は、植物群落の分類、生態およびそのシステム化、植生景観。
群馬県沼田市出身。明治大学農学部卒業。建設省関東地方建設局川古ダム環境調査懇談会委員、群馬県尾瀬保護専門委員などを歴任した。

## 経歴
- 1979年 明治大学農学部卒業。卒業後、横浜国立大学環境科学研究センター研究生となる
- 1987年 群馬県公立高等学校教諭
- 1998年 国際生態学センター研究員
- 2001年 横浜国立大学工学部より博士号を取得
- 2002年 国際生態学センター主任研究員
- のちに東京農業大学教授

## 主な著作・論文
- 「日本の夏緑広葉樹二次林に関する植物社会学的研究－ブナクラス域下部およびヤブツバキクラス域における植生管理の基礎として－」（博士論文）（2001）
- 「日本におけるコナラ林の群落体系」植生学会誌, 18(2): 61-74 (2001)
- 「赤城山および三ッ峠のジゾウカンバ林について」生態環境研究5（1998）
- 「イヌビワ-アカメガシワオーダーについて」横浜国立大学環境科学研究センター紀要, 13(1): 91-98 (1986)